# میانگین وزنی هزینه‌های سرمایه‌ای
میانگین موزون هزینه سرمایه، (به انگلیسی: weighted average cost of capital) محاسبه هزینه تأمین سرمایه یک شرکت که در آن هر دسته از اقلام سرمایه‌ای به نسبت وزن داده می‌شوند را، میانگین وزنی هزینه سرمایه گویند.هزینه سرمایه، همان نرخ بهره است. هزینه‌ای که یک کسب و کار برای تامین منابع مالی خود میبایست بپردازند.
تمامی منابع سرمایه‌ای سهام عادی، سهام ممتاز، اوراق قرضه، مزایای بازنشستگی، سهام کارگران و سایر بدهی‌های بلند مدت تماماً در این روش محاسبه می‌شوند. میانگین وزنی هزینه سرمایه از طریق تقسیم هزینه هر کدام از اقلام تأمین سرمایه، به نسبت وزنش محاسبه و سپس جمع می‌شوند. برای یک سرمایه‌گذار، هر چه میانگین موزون هزینه سرمایه پایینتر باشد، سرمایه‌گذاری اش با بازده بیشتری روبرو خواهد شد. از آنجایی که هزینه سرمایه نشان دهنده نرخ حد نصابی است که یک شرکت باید قبل از تولید ارزش یا شروع یک پروژه جدید بر آن فائق آید، به شدت در فرایند بودجه بندی سرمایه استفاده می‌شود تا مشخص شود که آیا شرکت باید پروژه را ادامه بدهد یا خیر.